# 金龍ラーメン

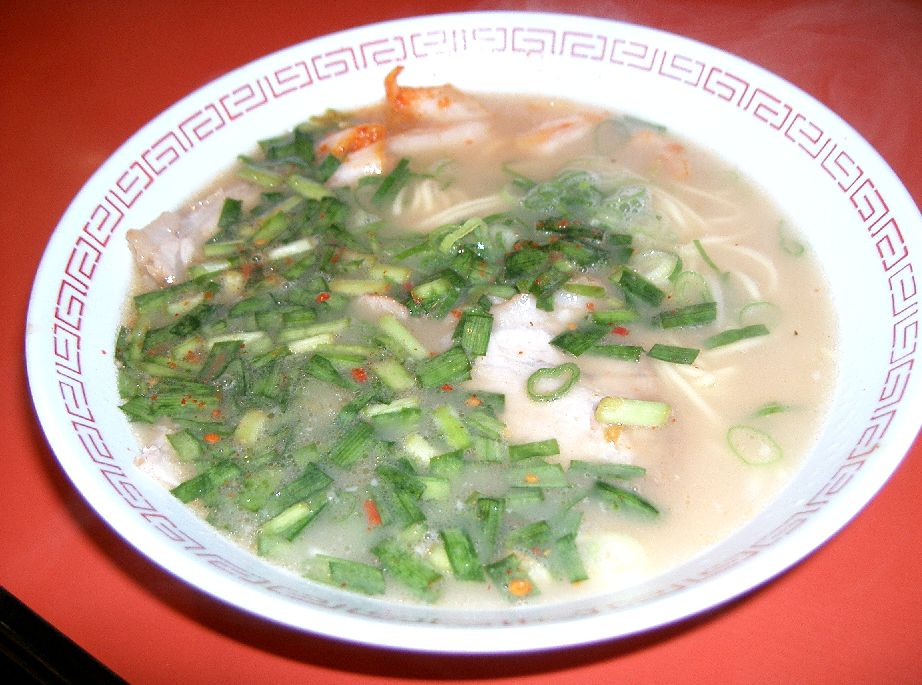
金龍ラーメン（2006年撮影）

金龍ラーメン（きんりゅうラーメン）は、大阪府大阪市中央区に本社を置く金龍株式会社によるラーメン店の屋号。
道頓堀を中心としたミナミエリアに展開しており、派手な外装とともに大阪ミナミを代表するラーメンチェーンとして知られる。なお、「博多金龍」の屋号でラーメン店を展開しているヒル・トップフードシステムとは無関係である。

## 概要
1982年（昭和57年）に林一が開業。どうとんぼり神座とともにミナミを代表する老舗ラーメン店として知られる。スープは豚骨ベースの薄くシンプルな味であり、麺はストレート中細麺である。これにセルフサービスで供される白菜キムチ、ニラキムチ、きざみニンニクなどをお好みでトッピングも出来るほか、無料でライスも提供している店舗もある。メニューは「ラーメン」「チャーシューメン」の二種類のみ。
本店をはじめ基本的に24時間営業。特に深夜は24時間営業で待ち時間が少ないという事もあり、ミナミで飲んだ後の締めでラーメンを食べに立ち寄る客が多い。

## 店舗
2025年5月現在、以下の5店舗が存在する。
相生橋本店
大阪府大阪市中央区道頓堀1-1-18
難波千日前店
大阪府大阪市中央区難波千日前11-20
戎橋筋店
大阪府大阪市中央区難波3-3
御堂筋店
大阪府大阪市中央区難波1-7-12
道頓堀店
大阪府大阪市中央区道頓堀1-7-26

## 店舗デザイン
店内は朱色に統一され、店の屋根には龍のオブジェの看板が設置されている。この看板は、地元民放局の毎日放送が制作・放送していた『まんが日本昔ばなし』のオープニングアニメーションに登場する龍をモチーフに、看板業者に依頼して制作。金龍側からは「怖い龍ではなく可愛い龍に仕上げて欲しい」という注文があったという。この看板が評判を呼び、以後同社は多くの立体看板の製作を手掛けるようになった。また、金龍ラーメンも「あの竜の看板の」とよく言われるようになったという。
店舗のうち、道頓堀店の立体看板については、龍のしっぽ部分が隣接地にはみ出ているとして土地所有者との間で訴訟があり、2023年10月26日に大阪地方裁判所は店側にしっぽ部分や外壁のひさしの撤去を命じる判決を言い渡した。2024年5月29日、大阪高等裁判所は一審判決を支持し店側の控訴を棄却した。判決を受け、同年8月23日にしっぽ部分を電動カッターで切断した。また、2024年4月から休業している（相合橋）本店の立体看板は建て替え作業のため2024年12月19日に取り外され、再オープンまで保管されている。
2025年5月、アジア太平洋最大級の広告祭「 Spikes Asia 2025」に博報堂と共同でエントリーしたプロジェクトがブロンズ賞を受賞した。

## ギャラリー

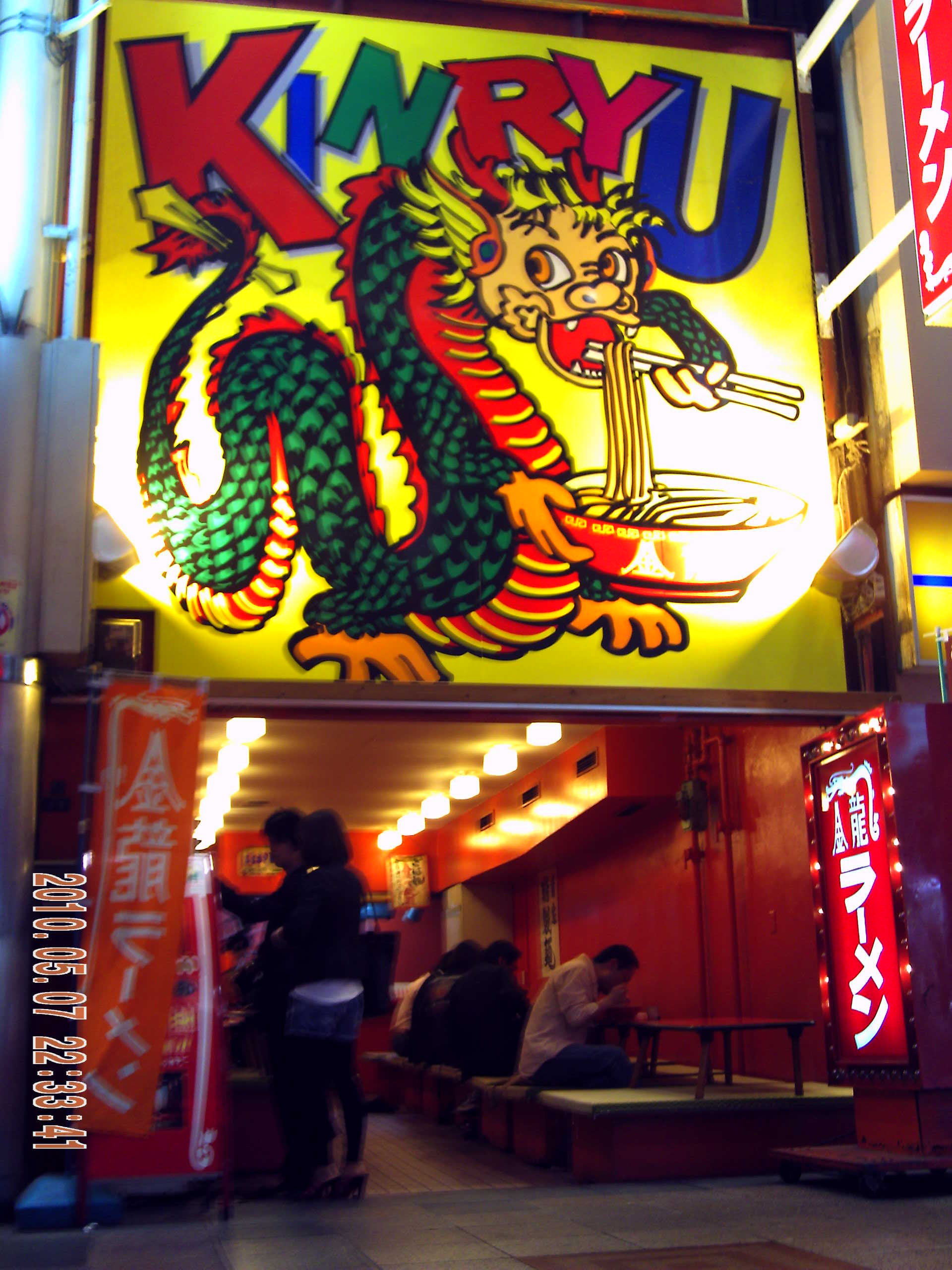
難波千日前店
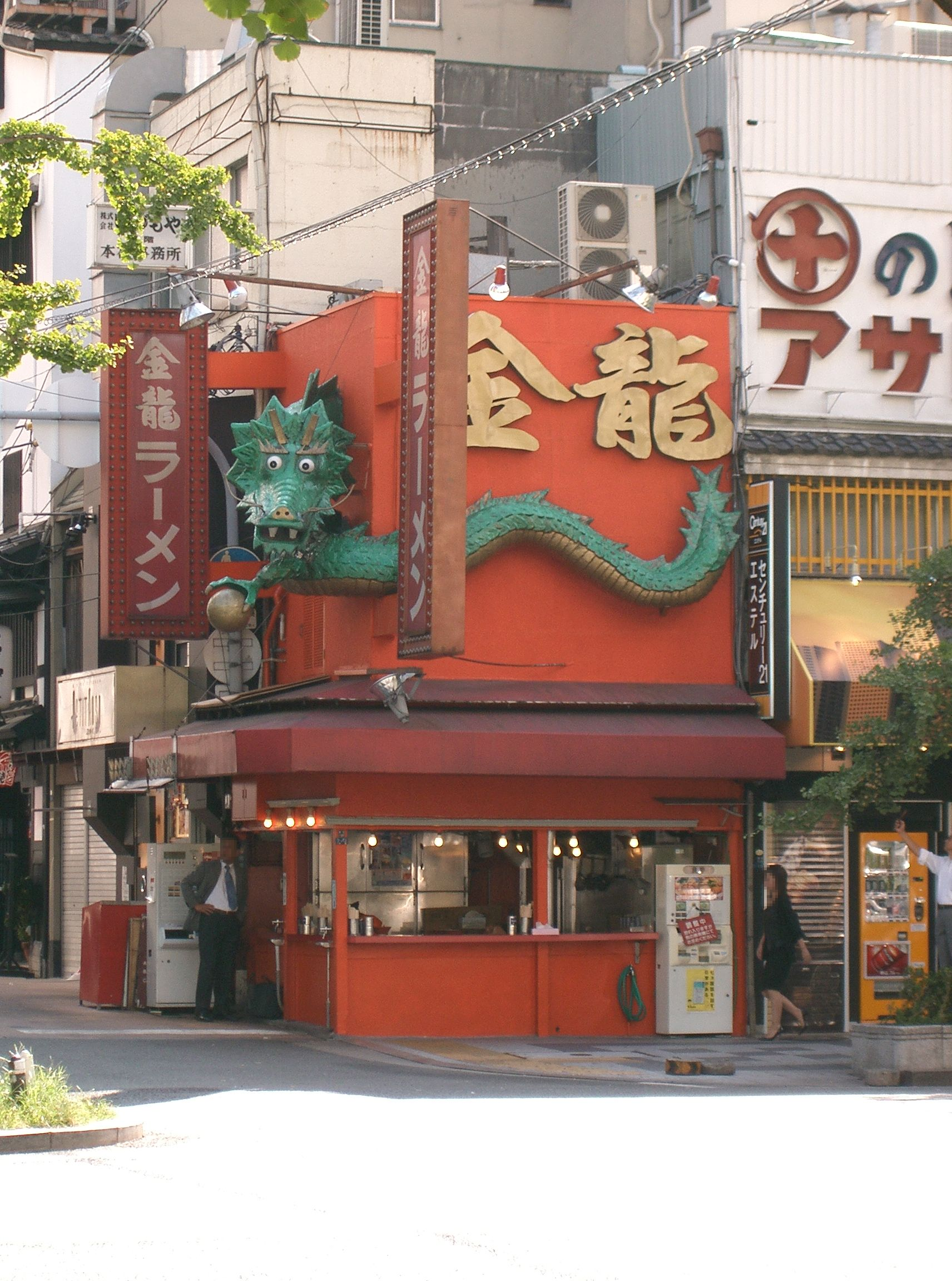
御堂筋店
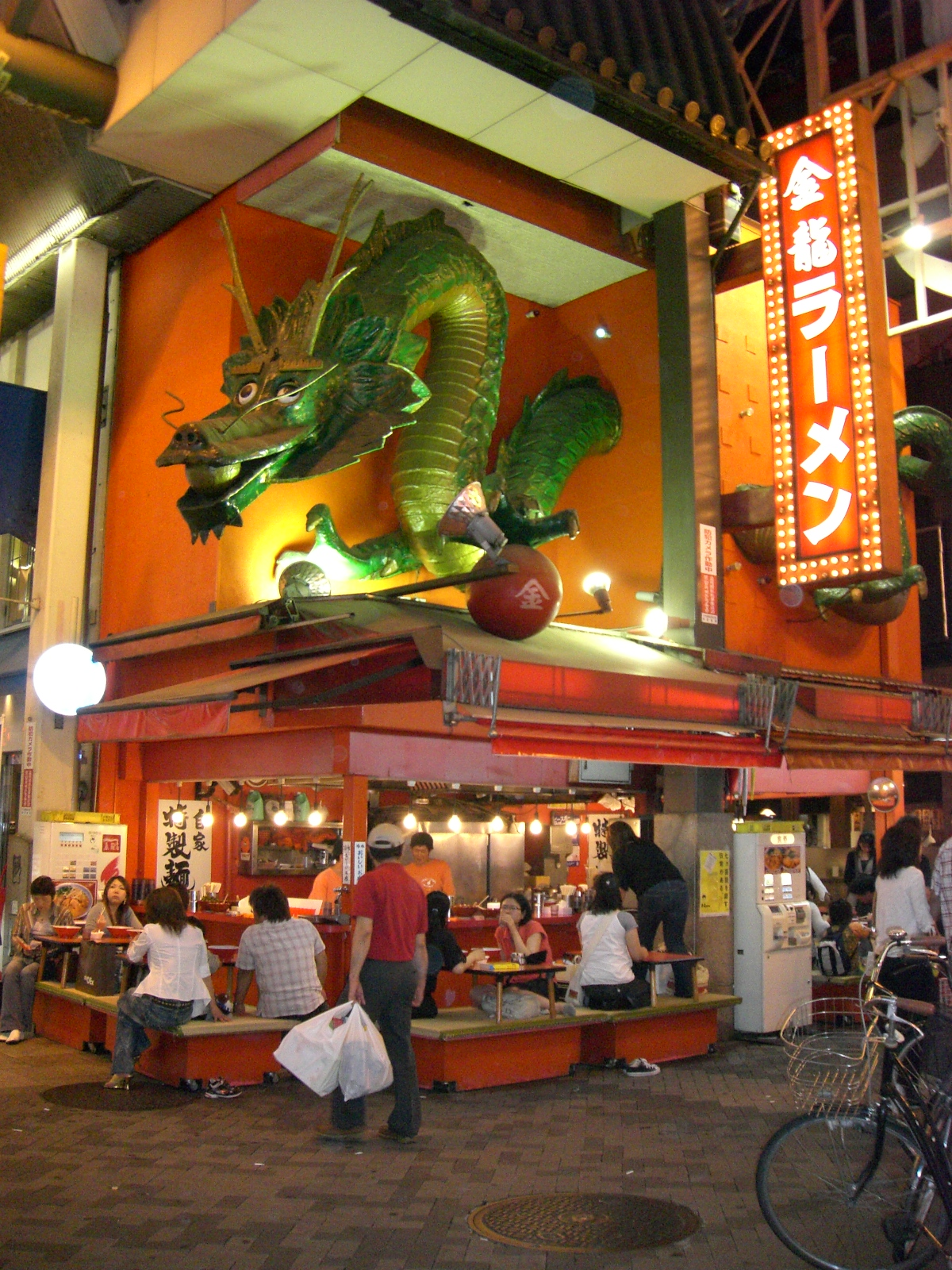
道頓堀店